# 黑沃咖啡
黑沃咖啡（英語：HWC Roasters）是一個台灣咖啡品牌，成立於2016年11月。2017年11月，黑沃咖啡入選華航班機提供的咖啡品牌。

## 獲獎
2019年8月，『黑糖黑玉拿鐵』獲台中珍奶節年度總冠軍及最佳人氣獎。